# Microsoft Lumia
Microsoft Lumia (appelé jusqu'en 2014 Nokia Lumia) est une gamme d'appareils mobiles conçue et commercialisée par Microsoft Mobile et précédemment par Nokia. Lancée en novembre 2011, cette série de smartphones et d'une tablette tactile est le résultat de la coopération des sociétés Nokia, constructeur des téléphones, et Microsoft, concepteur du système d'exploitation Windows Phone. Le nom Lumia vient du mot finnois lumi, qui signifie « neige ».
À la suite du rachat de la branche mobile de Nokia par Microsoft, celui-ci annonce en octobre 2014 que désormais la gamme Nokia Lumia s’appellera Microsoft Lumia.
Les appareils Lumia, outre les fonctions élémentaires (téléphonie, SMS et MMS), disposent, comme leurs concurrents, d'un écran tactile capacitif multipoint, d'un appareil photo-caméra, d'un système de géolocalisation intégré, d'un logiciel de cartographie numérique inclus, d'un système d'écoute et de téléchargement de la musique, d'un client Internet, d'applications bureautiques Office, d'une plateforme permettant le téléchargement d'applications mobile (Windows Store).

## Histoire
Tous les téléphones mobiles Lumia fonctionnent avec le système d'exploitation Windows Phone ; seule la tablette Lumia 2520 fonctionne avec Windows RT. Les Lumia sont les téléphones phares de Microsoft,,.
En octobre 2014, Microsoft a officiellement annoncé qu'il abandonnait la marque Nokia pour sa production de smartphones Lumia, et que les futurs modèles auront uniquement la marque Lumia avec le nom et le logo de Microsoft,,,. En novembre 2014, Microsoft a annoncé son premier téléphone à sa marque, le Microsoft Lumia 535,,,.
En octobre 2015, Microsoft a annoncé les premiers appareils Lumia fonctionnant sous Windows 10, sa nouvelle plateforme mobile, les Lumia 950, Lumia 950 XL et Lumia 550,,. En outre, Microsoft a déclaré que la plupart des appareils Lumia pourront être mis à niveau de Windows Phone 8 / 8.1 vers Windows 10 à partir de décembre 2015. Le déploiement de Windows 10 Mobile a débuté le 17 mars 2016.
Après l'acquisition de l'activité de la division "appareils mobiles" de Nokia par Microsoft, plusieurs appareils Lumia ont été dévoilés par Microsoft Mobile en septembre 2014 qui portaient encore le nom de Nokia, y compris le Lumia 830 et Lumia 735,,,;  En Juillet 2014, il a été rapporté par evleaks que Microsoft tentait de licencier le nom Nokia dans un schéma de co-branding, qui serait peut-être vu sur de futurs appareils de la marque comme « Nokia par Microsoft »,.
Dans le cadre du changement de propriétaire, les pages de réseaux sociaux ont également été rebaptisées Microsoft Lumia,, plutôt que Microsoft Mobile pour attirer l'attention sur Windows Phone, par opposition à d'autres téléphones mobiles Nokia tout en changeant les pages des réseaux sociaux de Windows Phone pour la nouvelle image de marque Microsoft Lumia, pour refléter ce changement ; Conversations Nokia a également été rebaptisé Conversations Lumia.
Le changement de « Nokia » à « Microsoft » n'a pas eu d'incidence positive sur les ventes si certains critiques estimaient que le changement de l'image de marque pourrait influencer les décisions des consommateurs en raison de la marque établie de Nokia qui a construit une réputation de durabilité tandis que la marque Microsoft est relativement nouvelle dans l'espace des téléphones grand public,.Le Nokia Lumia 638 a été le dernier Lumia à porter la marque Nokia.
Microsoft a réitéré et a déclaré qu'il visait la « majorité » des téléphones Lumia, et que tous les téléphones recevraient la mise à jour afin de soutenir toutes ses fonctions[Quoi ?]. Plus tard, Microsoft a confirmé que les appareils bas de gamme avec 512 Mo de RAM (y compris le Nokia Lumia 520, un modèle qui représente 24,5 % de l'ensemble des appareils Windows Phone vendus), pourraient également obtenir la mise à niveau de Windows 10, mais a réaffirmé que toutes ses fonctions ne serait pas supportées sur ces appareils,,. En outre, Microsoft a déclaré le 16 janvier, 2015, que les entrées de gamme des téléphones Windows ne pourront pas utiliser certaines caractéristiques de Lumia Denim.
En juillet 2015, Bloomberg a rapporté que Microsoft préparait une restructuration de Microsoft Mobile, qui comprend la gamme Lumia Microsoft. Microsoft a également signalé qu'il commercialisera moins de modèles.
Dans le cadre d'une restructuration plus importante du groupe d'ingénierie, Microsoft Devices & Studios a été fusionné avec le groupe d'ingénierie des systèmes d'exploitation pour former le plus grand groupe d'ingénierie regroupant Windows et les périphériques, et en juillet 2015, il a été annoncé que le chef de la gamme Surface, Panos Panay serait à la tête de la nouvelle organisation Microsoft, qui comprend les Microsoft Lumia ainsi que divers autres produits matériels Microsoft tels que les Band, HoloLens, et Xbox,,,.

## Modèlesde la gamme
Tous les modèles de la gamme utilisent le système d'exploitation Windows Phone, système mobile de Microsoft.
Voici un tableau récapitulatif de la gamme Lumia. Chaque téléphone est classé selon sa série et sa génération.
On peut distinguer 7 séries sachant que :
- Les séries 4xx et 5xx correspondent à l'entrée de gamme
- Les séries 6xx, 7xx et 8xx correspondent au milieu de gamme
- Les séries 9xx et 1xxx correspondent au haut de gamme

De même, on peut distinguer 5 générations sachant que :
- La Première génération correspond à Windows Phone 7, qui a pour notation Lumia x10
- La Deuxième génération correspond à Windows Phone 8, qui a pour notation Lumia x20
- La Troisième génération correspond à Windows Phone 8.1, qui a pour notation Lumia x30
- La Quatrième génération correspond à WP 8.1 Update 2, qui a pour notation Lumia x40
- La Cinquième génération correspond à Windows 10 Mobile, qui a pour notation Lumia x50

|            | Première génération (x10) | Deuxième génération (x20)              | Troisième génération (x30)  | Quatrième génération (x40) | Cinquième génération (x50) |
| Lumia 4xx  |                           |                                        | Lumia 430/435               |                            |                            |
| Lumia 5xx  | Lumia 510                 | Lumia 520Lumia 525                     | Lumia 530Lumia 532Lumia 535 | Lumia 540                  | Lumia 550                  |
| Lumia 6xx  | Lumia 610                 | Lumia 620Lumia 625                     | Lumia 630/635               | Lumia 640 (et XL)          | Lumia 650                  |
| Lumia 7x   | Lumia 710                 | Lumia 720                              | Lumia 730/735               |                            |                            |
| Lumia 8xx  | Lumia 800Lumia 810        | Lumia 820Nokia Lumia 822 (en)          | Lumia 830                   |                            |                            |
| Lumia 9xx  | Lumia 900                 | Lumia 920Lumia 925Nokia Lumia 928 (en) | Lumia 930                   |                            | Lumia 950 (et XL)          |
| Lumia 1xxx |                           | Lumia 1020Lumia 1320Lumia 1520         |                             |                            |                            |

## Systèmes et surcouches Lumia
Comme les appareils Lumia utilisent exclusivement Windows Phone, les mises à jour du système d'exploitation (OS) sont souvent accompagnées de mises à jour firmware lors du déploiement. Nokia et Microsoft Mobile ont publié plusieurs mises à jour firmware exclusives aux dispositifs Lumia, celles-ci sont nommées grâce à une couleur qui leur est associée, comme : "Lumia Black". Les mises à jour peuvent contenir des améliorations logicielles de types photographies ou avancées technologiques ; mais aussi des corrections de bugs.
Cependant les utilisateurs faisant partie de programmes de test tels que "Preview for developpers" ou "Windows Insider" ne reçoivent pas les nouveaux firmware mais uniquement les mises à jour avancées de l'OS.
| Nom de la mise à jour | Nom de la mise à jour | Date de disponibilité      | Version de l'OS associée | Nouveauté |
| --- | --------------------- | -------------------------- | --- | --- |
| |                       | 21 octobre 2010            | Windows Phone 7 | Version originale diffusée aux constructeurs |
| Mango | 27 septembre 2011     | Windows Phone 7.5          | - Amélioration des performances et du Marketplace - Ajout de la fonction Copier-coller - Mise à niveau des standards du web pour Internet Explorer 9 mobile - Multitâches des applications tierces - Intégration de Twitter dans le Hub Contact - Accès à SkyDrive - Reconnaissance Vocale, Sonore et Visuelle | |
| Tango | 28 juin 2012          | Windows Phone 7.5          | - Correction de bugs - Améliorations diverses - Meilleure gestion de la 3G - Améliorations des performances : Cela va permettre l'exécution de l'OS sur des appareils n'ayant que 256 Mo de RAM afin de pouvoir développer des dispositifs à faible coût pour les marchés émergents | |
| Tango | 31 janvier 2013       | Windows Phone 7.8          | - Nouvel écran d'accueil avec personnalisation de la taille des tuiles - Nouvel écran de démarrage avec nouveau logo de Windows Phone - Nouvelles tuiles pour les applications de base telles que les jeux et Windows Phone Store - Nouvelles couleurs d'accentuation - Amélioration de l'écran de verrouillage - Amélioration des notifications - Support du NFC, des cartes mémoire, et des définitions d'écran supérieures à 480 × 800 - Arrivée du "vrai multitâches" - Arrivée d'Internet Explorer 10 Mobile                                                                                   | |
| À la suite du changement de noyau entre Windows Phone 7 (Windows CE) et Windows Phone 8 (Windows NT), les téléphones sous Windows Phone 7 ne pourront jamais passer sous Windows Phone 8. Windows Phone 7.8 est donc une mise à jour qui apporte certaines fonctionnalités de Windows Phone 8 |                       |                            | | |
| | Apollo                | 29 octobre 2012            | Windows Phone 8 | - Mises à jour vers les composants de base de Windows 8 : Noyau, système de fichiers, pilotes, sécurité et graphisme - Support des processeurs multi-core jusqu'à 64 cœurs - Support des définitions : 1280 x 720, 1280 x 768, et 800 x 480 - Support des cartes MicroSD et du NFC - Arrivée d'Internet Explorer 10 Mobile - Arrivée du "vrai multitâches" - Arrivée de Nokia Here Maps : Cartes hors ligne, guidage - Nouvel écran d'accueil avec personnalisation de la taille des tuiles - Nouvel écran de démarrage avec nouveau logo de Windows Phone - Support de code natif (C et C ++) pour un portage simplifié à partir de Windows 8 mais aussi des plates-formes comme Android et iOS - Mise à jour "Over the air" grâce à Windows Update - Nombreuses améliorations en photographie : Rafale, filtre, 360°... - Support du Screenshots - Intégration de SkyDrive : Synchronisation des collections musicales et photographiques... |
| | Portico               | Janvier 2013               | Windows Phone 8 GDR1 | - Améliorations diverses et corrections de bugs - Améliorations de la messagerie : Messages groupés Enregistrement automatique des brouillons Possibilité de répondre aux appels entrants par un SMS - Amélioration d'Internet Explorer : Compression des images automatique Possibilité de supprimer l'historique de navigation - Possibilité de garder allumé le Wi-Fi écran éteint - Amélioration du Bluetooth |
| Windows Phone 8 supporte les mises à jour "Over the air", cela à grandement simplifié le processus. C'est pourquoi désormais chaque mise à jour de l'OS est accompagnée, d'une mise à jour firmware propre aux Lumia, et nommée par une couleur                                               |                       |                            | | |
| | Lumia Amber           | août 2013                  | Windows Phone 8 GDR2 | Ajout de l'OS : - Arrivée de la Radio FM (en utilisant les écouteurs comme antenne) - Arrivée de Data Sense qui permet de superviser de la consommation des données cellulaires - Corrections des bugs de Xbox Music, Skype et Lync - Support du HTML5 dans Internet Explorer 10 Mobile - Arrivée de nouvelles API permettant d'utiliser à nouveau des services tels que Google Agenda - Arrivée d'un nouveau paramètre "Filtrage d’appels+SMS": une nouvelle API permet le blocage de numéros, la visualisation des blocages, et notifie en temps réel des blocages Ajout du Firmware Lumia : - Algorithmes de traitement photo améliorés - Arrivée de Nokia Smart Cam : Capture d'images intelligentes - Enregistrement audio en stéréo - Lumia Stockage - Réglages colorimétriques de l'écran - Coup d'œil (affichage d'informations sur l'écran même lorsque le téléphone est en veille) - Double-appui sur l'écran pour sortir le terminal de veille - Retourner le téléphone pour couper la sonnerie lors de la réception d'un appel - Nouvelles sonneries |
| | Lumia Black           | 9 janvier 2014             | Windows Phone 8 GDR3 | Ajout de l'OS : - Support des écrans Full HD avec possibilité de mettre 3 colonnes de tuiles sur l'écran d'accueil - Améliorations de la compatibilité Bluetooth - Partage de connexion plus rapide avec Windows 8.1 - Améliorations de l'accessibilité pour les malvoyants - Arrivée du mode Véhicule (Gestion des réceptions d’appels et de SMS lorsqu’on conduit) - Arrivée du verrouillage de rotation de l'écran - Arrivée de la personnalisation des sonneries par contact - Arrivée de l’application HERE Drive en version + Ajout du Firmware Lumia : - Coup d'œil 2.0 - Bluetooth 4.0 (Low Energy) - Arrivée d'applications comme App Folder, Nokia Refocus, Nokia Projecteur, Nokia Carnet de Voyage, Nokia Camera |
| | Lumia Cyan            | 25 juin 2014               | Windows Phone 8.1 | Ajout de l'OS : - Nouvel écran d'accueil avec 2 ou 3 colonnes et une image en fond - Centre de notifications avec : 4 ou 5 boutons à bascule pour modifier rapidement un paramètre le pourcentage de charge, la date du jour, et le réseau utilisé les notifications d'applications - Support du double-SIM - Clavier Word Flow avec glisser du doigt sur le clavier - Assistant de donnée, Assistant de stockage et Assistant de Batterie - Recherche améliorée - Cortana, assistante vocale personnelle intelligente - Gestion séparée du volume des sonneries et des applications - Internet Explorer 11 - Nombreuses améliorations des applications : Music, Vidéo, Calendrier, Photo, Contacts, Téléphone et Messagerie - Installation possible des applications sur la carte microSD - Les boutons "Retour", "Accueil" et "Recherche" peuvent maintenant être intégrés à l'écran - Améliorations du Store Ajout du Firmware Lumia : - Meilleur traitement des photos sur les Lumia avec un objectif PureView - Nokia Glam pour prendre des selfies - Collecte des données des capteurs (accéléromètre, GPS) en consommant très peu d'énergie, sur les nouveaux Lumia (630, 635, 930) - Images animées et mise au point en continu dans Nokia Camera uniquement sur les Lumia 930, 1520 - Support du Miracast sur les Lumia 630, 930, et 1520 |
| | Lumia Denim           | 5 décembre 2014            | Windows Phone 8.1 Update 1 | Ajout de l'OS : - Support des définitions 540 x 960 et 1280 x 800 - Bluetooth avec codec aptX et contrôles AVRCP - Partage de la connexion internet via Bluetooth - Technologie VoLTE - Quick Charge 2.0 de Qualcomm pour les puces Snapdragon 800 - Dossiers d'applications "Live folders" - Nouveaux raccourcis (données cellulaires, économiseur d'énergie) dans le centre de notifications - Internet Explorer : user-agent se faisant passer pour un iPhone pour améliorer le rendu - Mise à jour du téléphone à heure programmée et via les cartes SD - Cortana fonctionne sur les téléphones de plusieurs nouveaux pays (Allemagne, Australie, Canada, Espagne, France, Inde, Italie) Ajout du Firmware Lumia : - Délai réduit (1,5s) entre deux prises de vue - Photos "Rich Capture", amélioration des clichés en basse luminosité - "Moment Capture" pour prendre des photos 4K en rafale - Support du codec audio Bluetooth Apt-X La plupart de ces fonctionnalités nécessitent du matériel haut de gamme et donc seuls les Lumia 735, 830, 930 et 1520 bénéficieront réellement des améliorations. |
| Mai 2015 | Lumia Denim           | Windows Phone 8.1 Update 2 | Ajout de l'OS : - Les paramètres sont classés par catégories et peuvent être recherchés - Nouveau paramètre : Autorisations d'application - Le paramètre "A propos de" permet de renommer le téléphone sans PC - Protection contre la réinitialisation (uniquement sur les nouveaux téléphones) - Support de la vidéo sur 4G - Support de la définition 2048 x 1080 - Support de clavier et souris Bluetooth - Lecture des vidéos MKV - Extinction de l'écran par double pression sur la barre de navigation - Cette surcouche est obligatoire pour installer la mise à jour vers Windows 10 mobile | |
| Windows 10 mobile peut être installé sur certains smartphones Lumia. Avec Windows 10 mobile, de nombreuses nouvelles fonctionnalités sont disponibles : - Exécution d'applications universelles - Fond d'écran - Synchronisation avec un PC Windows 10 - Continuum...                         |                       |                            | | |